# Red Point (udde i Kanada, Nova Scotia)
Red Point är en udde i Kanada.   Den ligger i provinsen Nova Scotia, i den östra delen av landet, 1 200 km öster om huvudstaden Ottawa.
Terrängen inåt land är platt. Havet är nära Red Point söderut. Trakten är glest befolkad. Närmaste större samhälle är St. Peter's, 12,7 km nordväst om Red Point. 